# Finlands vapenbrödraförbund

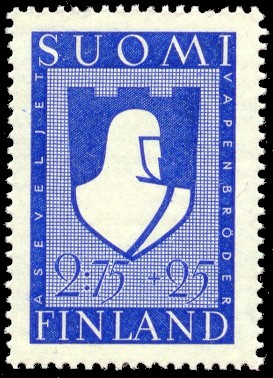
Vapenbröderna, finländskt frimärke (1940).

Finlands vapenbrödraförbund (finska: Suomen aseveljien liitto) var en filantropisk organisation, grundad i augusti 1940 i Helsingfors på initiativ av ett antal yngre socialdemokrater och samlingspartister, som snabbt vann stöd inom den högsta militära ledningen. 
Den politiska profil den redan existerande veteranorganisationen Frihetskrigets frontmannaförbund hade var inte acceptabel för de män som grundade Vapenbrödraförbundet. Organisationen gav understöd åt och bistod vapenbröder i trångmål, stupades anhöriga, krigsinvalider och den förflyttade befolkningen. Mot slutet av 1944 hade förbundet 710 medlemsföreningar med totalt omkring 240 000 medlemmar och hade då på frivillig väg skaffat över 4 600 frontmän jord och ordnat yrkesutbildning för omkring 2 000 krigsänkor. 
Vapenbrödraförbundet redan från början även ett tämligen klart uttalat politiskt syfte, nämligen att motarbeta kommunismen, vilket ledde till att organisationen upplöstes i januari 1945 i enlighet med vapenstilleståndsavtalet av hösten 1944. Förbundets ordförande var general Paavo Talvela och bland övriga funktionärer märks Arvi Poijärvi, Väinö Leskinen och Penna Tervo, av vilka de två sistnämnda efter kriget blev framträdande socialdemokratiska politiker (vapenbrödrasocialisterna). 
Ett slags inre krets inom vapenbrödraförbundet utgjorde den hemliga, socialdemokratiskt dominerade progaganda- och underrättelseorganisationen Suomen aseveljien työjärjestö (SAT, senare omdöpt till VIA, av Vapaus, Isänmaa, Aseveljeys, på svenska Frihet, Fosterland, Vapenbrödraskap). SAT-VIA var ett tredje underrättelseorgan vid sidan av statspolisen och Högkvarterets övervakningsavdelning.